# Goði

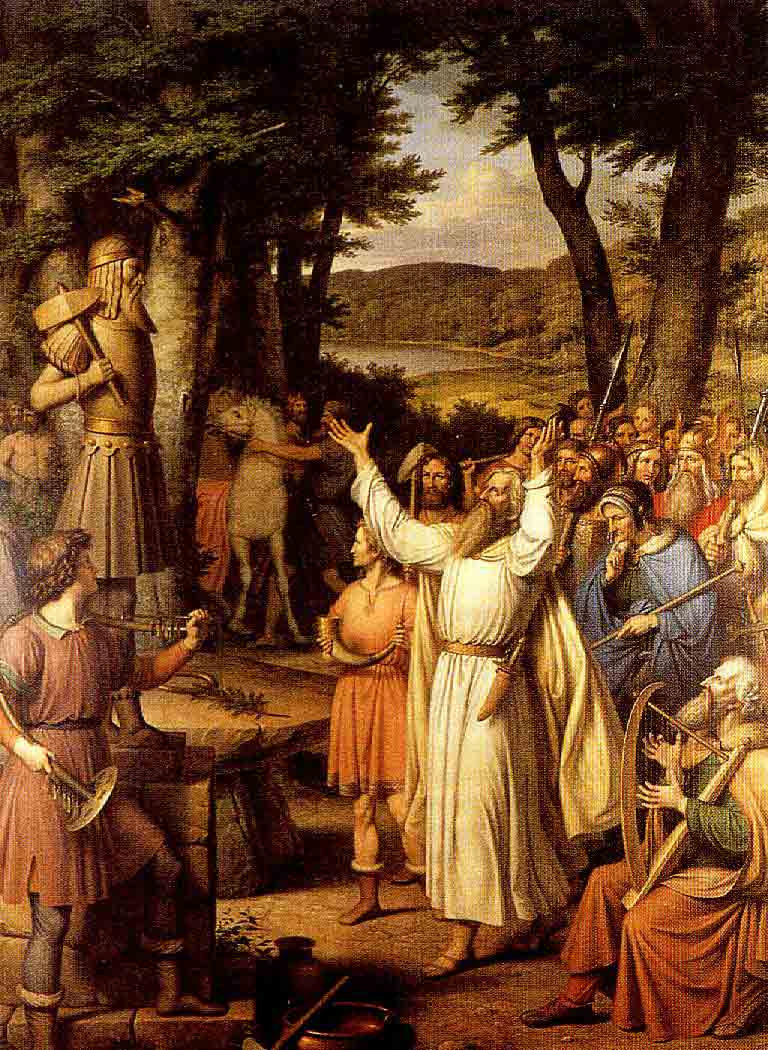
Un goði guida il popolo in un blót in onore di Thor in un dipinto di J.L. Lund.

Goði o gothi (plurale goðar) è un termine norreno usato per indicare il sacerdote e il sovrano. Gyðja è il termine femminile.
Il nome appare nella traduzione della Bibbia nella lingua gotica di Wulfila. Il vescovo traduce "sacerdote" con il termine gudja, ma nel norreno la sola forma che corrisponde perfettamente al termine gotico è gyðja, di genere femminile. La forma norrena maschile corrispondente sarebbe gyði.
In Scandinavia sono sopravvissuti reperti (in particolare la pietra runica norvegese Nordhuglo) in proto-norreno dove si trova la parola gudija, e in tardo norreno dove si trova la parola goði, in particolare su due pietre runiche danesi, la Pietra di Glavendrup (DR 209) e la Pietra di Helnæs (DR 190). Ci sono anche altre forme locali, come Gudby a Södermanland, in Svezia.
Oltre a questo, non sono sopravvissuti altri reperti, tranne che la parola goðar che in Islanda ha una certa rilevanza storica. Il goðar viene descritto nelle saghe come il capo spirituale e politico della zona, nominato a volte anche goðorð. In Islanda, prima della cristianizzazione, templi chiamati hof erano privati e curati da un sacerdote chiamato hofgoði. Erano anche una parte rilevante nel sistema politico islandese prima dell'arrivo del cristianesimo.
Il termine goði è a volte usato come titolo sacerdotale dai moderni eteni, soprattutto nell'Ásatrú.
Un goðorð o godord è il termine usato dagli islandesi nel Medioevo per indicare le terre del signore, chiamato appunto goði.